# Closterocerus scapiatus
Closterocerus scapiatus är en stekelart som beskrevs av Singh och Muhammad Sharif Khan 1996. Closterocerus scapiatus ingår i släktet Closterocerus och familjen finglanssteklar. Inga underarter finns listade i Catalogue of Life.